# Yordanka Donkova
Yordanka Donkova - (28 de septiembre de 1961 en Yana, Bulgaria). Atleta búlgara especialista en carreras de vallas. Fue campeona olímpica de esta prueba en los Juegos de Seúl 1988 y medalla de bronce en los de Barcelona 1992.

## Biografía
Cuando tenía cinco años sufrió la amputación de tres dedos de su mano derecha debido a un accidente.
Con 18 años participó en sus primeros Juegos Olímpicos en Moscú 1980, siendo eliminada en las semifinales de los 100 metros vallas. Al año siguiente bajo por primera vez de los 13 segundos en esta prueba con 12,9
Su irrupción en la élite internacional llegó en 1982 cuando fue segunda en los Campeonatos de Europa de Atenas tras la polaca Lucyna Langer, y realizó la mejor marca mundial de la temporada con 12,44. En solo un año había mejorado medio segundo.
A continuación su carrera sufrió un bache, ya que una lesión le impidió participar en los Campeonatos del Mundo de Helsinki en 1983. Al año siguiente el boicot declarado por los países del Este le impidió acudir a los Juegos Olímpicos de Los Ángeles 1984, donde era una seria candidata a la medalla de oro. Por si fuera poco, una lesión de rodilla le hizo perderse toda la temporada de 1985.
Resurgió con fuerza en 1986, cuando realizó la proeza de batir tres récord mundiales y ganar un campeonato de Europa en el lapso de tres semanas. Primero, el 13 de agosto en Sofía igualó el récord mundial que tenía la polaca Grazyna Rabsztyn desde 1980, con 12,36. Apenas cuatro días después, el 17 de agosto en la ciudad alemana de Colonia, batió por dos veces el récord en menos de una hora de intervalo, primero con 12,35 y luego con 12,29. 
Después, se celebraron los Campeonatos de Europa en Stuttgart, donde en la final disputada el 29 de agosto ganó la medalla de oro con 12,38, un nuevo récord de los campeonatos. Además participó en los relevos 4 x 100 metros, donde Bulgaria ganó la medalla de plata tras las alemanas orientales.
Y poco más tarde, el 7 de septiembre, batía por tercera vez el récord mundial en Liubliana, con 12,26.
1987 no fue un año tan bueno. Pese a ganó casi todas las carreras en que participó, en la competición más importante, los mundiales de Roma, se quedó fuera del podio, en la 4ª posición, en una prueba ganada por su compatriota Ginka Zagorcheva. Además poco antes Zagorcheva le había quitado el récord mundial de la prueba, al hacer 12,25 en Dráma.
Sin embargo Yordanka Donkova se desquitó con creces al año siguiente. El 20 de agosto de 1988 batió en Stara Zagora el récord mundial hasta dejarlo en 12,21.
Pocas semanas después, en los Juegos Olímpicos de Seúl conseguía la medalla de oro con 12,38, un nuevo récord olímpico, y con 23 centésimas de ventaja sobre la alemana oriental Gloria Siebert (12,61), el segundo mayor margen de victoria de la historia en esta prueba. El bronce fue para la alemana occidental Claudia Zackiewicz (12,75).
Como prueba de su dominio, decir que las nueve mejores marcas mundiales de este año fueron suyas.
Tras ganar a comienzos de 1989 el título de los 60 m vallas en pista cubierta, se retiró temporalmente de la competición, permaneciendo tres años alejada de las pistas, hasta su retorno en 1992. La razones de esta larga ausencia no son bien conocidas, aunque se sabe que en febrero de 1991 tuvo un hijo.
En 1992 participó en sus terceros y últimos Juegos Olímpicos, los de Barcelona '92, donde obtuvo la medalla de bronce con 12,70, superada por la griega Paraskevi Patoulidou (12,64) y la norteamericana LaVonna Martin (12,69)
No participó en los mundiales de Stuttgart en 1993. Su última competición importante fueron los Campeonatos de Europa de Helsinki en 1994, donde obtuvo la medalla de bronce. 
Se retiró en 1995, con 33 años.
Además de sus triunfos al aire libre hay que añadir tres títulos de Europa en pista cubierta en los 60 metros vallas (1987, 89 y 94), además del récord mundial de esta prueba (7,74) logrado en Sofia en 1987.
Yordanka Donkova es una de las mejores vallistas de la historia, si no la mejor. A día de hoy, de las diez mejores marcas mundiales de la historia cinco son suyas.

## Palmarés
- Europeos Indoor Milán 1982 - 3ª en 60 m vallas
- Europeos Atenas 1982 - 2.ª en 100 m vallas, 4.ª en 4 × 100 m
- Europeos Indoor Gotemburgo 1984 - 3.ª en 60 m vallas
- Europeos Indoor Madrid 1986 - 6.ª en 60 m vallas
- Europeos Stuttgart 1986 - 1.ª en 100 m vallas, 2.ª en 4 × 100 m
- Mundiales Indoor Indianápolis 1987 - 2.ª en 60 m vallas
- Europeos Indoor Lievin 1987 - 1.ª en 60 m vallas
- Mundiales Roma 1987 - 4.ª en 100 m vallas
- Juegos Olímpicos de Seúl 1988 - 1.ª en 100 m vallas, 5.ª en 4 × 100 m
- Europeos Indoor La Haya 1989 - 1.ª en 60 m vallas
- Europeos Indoor Génova 1992 - 3.ª en 60 m vallas
- Juegos Olímpicos de Barcelona 1992 - 3.ª en 100 m vallas
- Europeos Indoor París 1994 - 1.ª en 60 m vallas
- Europeos Helsinki 1994 - 3.ª en 100 m vallas
- Y. Donkova - Olympic record 12:38 | Seul 1998 г. | video
- Y. Donkova - Olympic games 3td place | Barselona 1992 г. | video
- Y. Donkova impruve world record four times in 1986 | video

| Predecesora: Benita Fitzgerald-Brown | Campeona Olímpica de 100 m vallas Seúl 1988 | Sucesora: Paraskevi Patoulidou |

- Datos: Q233410